# Allegheny Observatory
Allegheny Observatory (česky Alleghenská observatoř) je americká observatoř, součást Katedry fyziky a astronomie Pittsburské univerzity. Nachází se v parku River View v Pittsburghu v Pensylvánii v nadmořské výšce 370 m (-80,0°1,3'; +40°29,0'). V činnosti je od 15. února 1859. Kromě jiného se zabývá též výzkumem exoplanet.

## Vybavení
- 76 cm refraktor (od r. 1914),
- 78 cm reflektor (od r. 1906),
- 33 cm vizuální Clarkův refraktor